# 텐 미니츠 - 첼로
《텐 미니츠 - 첼로》(Ten Minutes Older: The Cello)는 마이크 피기스 감독의 2002년 드라마, 뮤지컬, SF, 멜로/로맨스 영화이다. 마크 롱 등이 주연으로 출연하였고 울리치 펠스버그 등이 제작에 참여하였다.

## 출연

### 주연
- 마크 롱
- 알렉산드라 스테이든
- 도미닉 웨스트

### 조연
- 클레어 애덤슨
- 롤랜드 기프트
- 다니엘 크레이그
- 블랑카 까틱
- 찰스 사이먼

## 기타
- 미술: 마이클 호웰즈
- 미술: 크리스티나 무어
- 의상: 다이나 콜린
- 의상: 아엔 플로먼
- 의상: 루이즈 스텐스워드
- 의상: 제니 테미